# Bathyphantes iviei
Bathyphantes iviei là một loài nhện trong họ Linyphiidae.
Loài này thuộc chi Bathyphantes. Bathyphantes iviei được Herman Theodor Holm miêu tả năm 1970.